# M15対戦車地雷

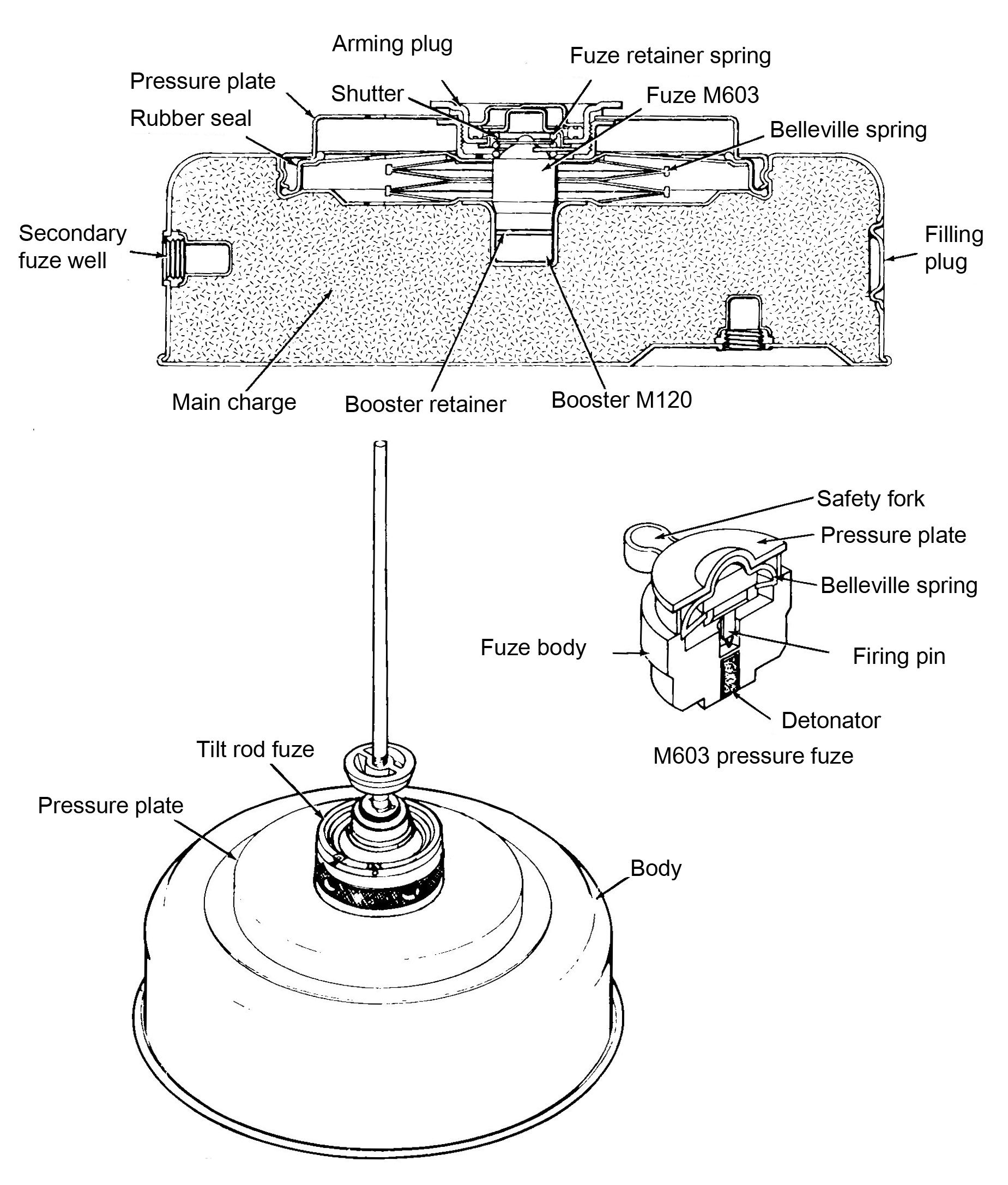
M15対戦車地雷

M15対戦車地雷（M15 mine）は、アメリカ軍の対戦車地雷。M6A2対戦車地雷を大型にした後継装備品である。朝鮮戦争で使用された。

## 概要
この地雷は、中央に踏圧板のある扁平な円筒形の鉄板から構成される。踏圧板の中央にはM4 アーミングプラグがあり、これは「アームド」と「セーフ」に切り替えができる。踏圧板は、M603信管の上にあるベリビルスプリング上に位置している。
踏圧板に一定以上の圧力がかかるとコンサーティーナスプリングが圧縮され、M603信管を起爆させる。側面および底面には地雷除去対策用に第2信管を設置できる孔がある。
M603信管は、過踏圧やマインローラーにある程度の耐性があるM608信管で代替できる。M15対戦車地雷は、本来は爆発性の液体が詰められたガラスアンプルを利用したM600信管を装着していたが、これは気温変化に対して著しく敏感であった。氷点下では爆発性液体が氷結してしまい作動せず、摂氏50度以上では爆発してしまった。
M624信管は「ティルトロッド」式で、棒状の触針一本が取り付けられている。触針は側方から16.7ニュートンの力が加わると傾き、角度が20度に達すると起爆する。そのため直接踏まれなくても作動できる。

## 諸元
- 重量：13.6-14.3kg
- 直径：333mm
- 高さ：150mm
- 爆薬：コンポジションBx10kg
- 作動圧力：150±30kg